# Yüksekyayla, Terme
Yüksekyayla là một xã thuộc huyện Terme, tỉnh Samsun, Thổ Nhĩ Kỳ. Dân số thời điểm năm 2010 là 214 người.